# Artista torturado

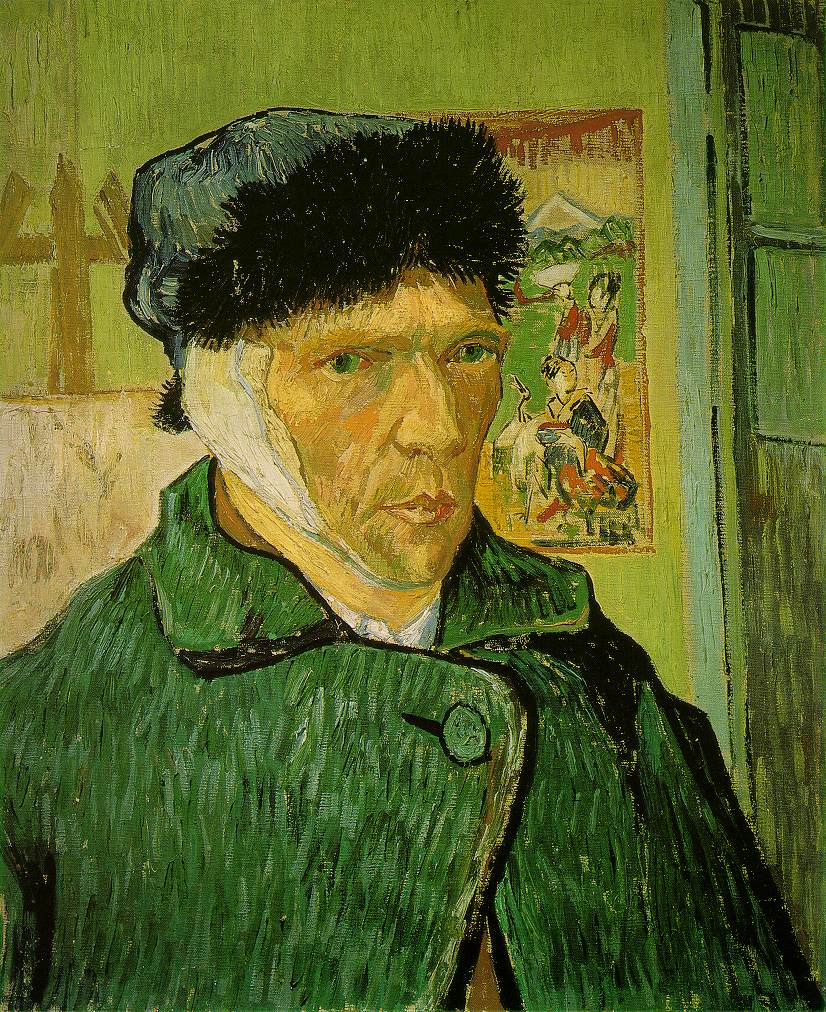
Vincent van Gogh, Autorretrato com a Orelha Cortada, janeiro de 1889. Van Gogh, que lutou contra a pobreza e doenças mentais durante a maioria da sua vida, é considerado um famoso exemplo de um artista torturado.

Um artista torturado é um personagem modelo e um estereótipo da vida real de alguém que está em constante tormento devido às frustrações em relação à sua arte, outras pessoas ou o mundo no geral.

## Conceito
Acredita-se que o tropo do artista torturado tenha sido iniciado por Platão.
Criatividade e doença mental têm sido conectadas ao longo do tempo. Diz-se que alguns transtornos mentais, como o transtorno bipolar e a esquizofrenia, tenham ajudado artistas populares nas suas obras. Um dos artistas torturados mais conhecidos é Vincent Van Gogh, que sofria de psicose. 
O tropo, entretanto, tem sido criticado por romantizar a doença mental, tratando a doença mental como um ingrediente necessário para a criatividade.